# Paa vicina
Nanorana vicina là một loài ếch trong họ Ranidae.
Nó được tìm thấy ở Ấn Độ và Pakistan.
Các môi trường sống tự nhiên của chúng là các khu rừng vùng núi ẩm nhiệt đới hoặc cận nhiệt đới, đồng cỏ nhiệt đới hoặc cận nhiệt đới vùng đất cao, sông, và suối nước ngọt
Nó bị đe dọa do mất môi trường sống.